# Aksamitny królik
Aksamitny królik (ang. The Velveteen Rabbit) – amerykański film animowany z 2009 roku w reżyserii Michaela Landona Jr. Film zrealizowano na podstawie powieści Margery Williams, pod tym samym tytułem.

## Opis fabuły
Film opowiada o chłopcu, którego zapracowany ojciec pozostawia pod opieką u babci. Malec czuje się samotny, tęskni za zmarłą mamą. Jego życie zmienia się dzięki małemu pluszowemu króliczkowi, który ożywa i razem z Tobym wyrusza na wyprawę pełną przygód do magicznej krainy, w której spełniają się wszystkie marzenia.

## Obsada
- Matthew Harbour – Toby
- Jane Seymour – mama
- Ellen Burstyn – Łabędzica
- Tom Skerritt – Koń
- Kevin Jubinville – John
- Michael Sinelnikoff –
  - Henry,
  - Butler
- Una Kay – Ellen
- Michael Perron – Neal
- Walter Massey – Doktor Kennedy
- Renee Guerrier – Pani Tucker
- Jane Gilchrist – Pani Miller
- Frances Brady-Stewart – Pani Castle
- Claude-Henri Breton – Święty Mikołaj

## Wersja polska
Udźwiękowienie wersji polskiej: na zlecenie Epelpol Entertainment – Tomasz Niezgoda

Udział wzięli:
- Piotr Brzostyński – Toby
- Joanna Jabłczyńska –
  - Łabędzica,
  - mama
- Joanna Jędryka – Ellen
- Piotr Warszawski –
  - John,
  - Koń
- Joanna Pach – Królik
- Andrzej Chudy –
  - Henry,
  - Doktor Kennedy
- Maciej Orłowski –
  - Neal,
  - Lektor

i inni